# Bobbie Traksel
Bobbie Traksel (Tiel, 3 november 1981) is een voormalig Nederlands wielrenner. Zijn professionele carrière liep van 2001 tot 2014.

## Biografie
Traksel is eind jaren 80 begonnen bij WV De Batauwers uit Tiel. Zijn eerste wedstrijd was tijdens de 'Dikke Bandenrace' voorafgaand aan de plaatselijke profronde.
Bij de nieuwelingen en junioren reed Traksel voor WV Ede. Door letterlijk met twee vingers in zijn neus de Dokkum Woudenomloop 1997 te winnen gaf hij voor het eerst zijn visitekaartje af.
Traksel gold bij de jeugdploeg van Rabobank als een groot talent en werd op achttienjarige leeftijd tot het profteam toegelaten. Hij was op dat moment de jongste Nederlandse prof ooit. Hij won in 2002 Veenendaal-Veenendaal en etappes in de Ster Elektrotoer en de Ronde van Saksen.
Daarna sukkelde hij van de ene blessure naar de andere. In 2005 en 2006 reed hij bij het Belgische MrBookmaker.com en de opvolger Unibet, waar hij voor 2007 geen nieuw contract kreeg wegens onvoldoende prestaties. In 2007 startte hij in de kleuren van het Belgische team Palmans-Cras. Voor het seizoen 2008 vertrok Traksel naar het Nederlandse P3 Transfer - Batavus. Voor deze ploeg behaalde hij in 2008 vier zeges.
Vanaf 2009 kwam hij uit voor Vacansoleil. Een memorabele zege behaalde hij op 28 februari 2010 door in extreme weersomstandigheden Kuurne-Brussel-Kuurne te winnen. Hij was de eerste van de 26 deelnemers die het einde haalden, terwijl er 198 startten.
In 2011 en 2012 kwam Traksel uit voor de Belgische ploeg Landbouwkrediet-Colnago en in 2013 reed hij voor het Chinese Champion System Pro Cycling Team. In 2014 was hij kortstondig actief voor de Ierse formatie An Post-Chainreaction, waarna hij zelfstandig verder ging met privésponsors.
Traksel is voorzitter van de wielervakbond VVBW. Sinds 2014 is hij regelmatig te horen als co-commentator bij wielerwedstrijden voor Eurosport.

## Belangrijkste overwinningen
2000
- Ronde van Vlaanderen U23
- 4e etappe Tour de Loir-Et-Cher Edmond Provost

2001
- Wereldbeker Rabobank

2002
- Veenendaal-Veenendaal
- 1e etappe Ronde van Saksen
- 1e etappe Ster Elektrotoer

2004
- Noord-Nederland Tour (e.a.)

2006
- Sluitingsprijs Zwevezele

2007
- 1e etappe Boucle de la Mayenne

2008
- 3e etappe + Eindklassement Driedaagse van West-Vlaanderen
- 2e etappe Ronde van Extremadura
- Grote 1 Mei-Prijs
- 4e etappe Olympia's Tour

2009
- GP Paul Borremans

2010
- Kuurne-Brussel-Kuurne
- Ronde van Made

## Resultaten in voornaamste wedstrijden
| Jaar | Gent-Wevelgem | Ronde van Vlaanderen | Parijs-Roubaix | Kuurne-Brussel-Kuurne | Parijs-Tours |  | WK op de weg |
| ---- | ------------- | -------------------- | -------------- | --------------------- | ------------ |  | ------------ |
| 2002 |               |                      |                |                       | 133e         |  | 163e         |
| 2003 |               |                      |                | 15e                   |              |  |              |
| 2004 |               |                      | 92e            |                       |              |  |              |
| 2008 |               |                      |                | 7e                    |              |  |              |
| 2009 | 35e           |                      | opgave         |                       |              |  |              |
| 2010 | 30e           | 60e                  | 52e            | ↑                     |              |  |              |
| 2011 | opgave        | opgave               |                | 13e                   |              |  |              |
| 2012 | 152e          |                      |                |                       |              |  |              |